# Tetrahidrokannabivarin
A tetrahidrocannabivarin, (vagy tetrahidrocannabivarol, THCV,  THV) egy pszichoaktív kannabinoid, amely a kendernövényben  (Cannabis sativa) található. A  tetrahidrokannabinol (THC) analógja, de oldallánca két CH2 csoporttal rövidebb. A THCV   marker vegyületként arra használható, hogy különbséget tegyenek kenderszármazékok és szintetikus THC (Dronabinol, Marinol) fogyasztása között.
A THCV legnagyobb mennyiségben az Indica fajokban található. Bizonyított CB1 antagonista hatása, azaz blokkolja a   THC hatásait a receptoron.

## Lásd még
- Cannabis

## Külső hivatkozások
- Erowid Compounds found in Cannabis sativa
- www.tetrahydrocannabivarin.com Archiválva 2014. április 23-i dátummal a Wayback Machine-ben Article on THCV